# Посольство Таиланда в России
Посольство Королевства Таиланд в Российской Федерации (тайск. สถานเอกอัครราชทูตไทย ณ กรุงมอสโก) расположено в Москве в Хамовниках на Серпове переулке. Соглашения между Таиландом и Россией в установлении дипломатических, торговых отношений и соглашение по консульским вопросам было подписано в 1905 году. До 17 декабря 2019 года посольство располагалось по адресу ул. Большая Спасская, № 9.
- Адрес: 119121, Москва, Серпов переулок, № 6[1].
- Посол Таиланда в России: господин Сасиват Вонгсинсават
- Индекс дипломатических номеров: 063.

## История

### Российская империя

Николай II и король Сиама Чулалонгкорн. 1897 год.

В 1890—1891 годах царевич Николай Александрович, будущий царь Николай II, на фрегате «Память Азова» совершил путешествие на восток. Весной 1891 года при переходе через Индийский и Тихий океаны на Дальний Восток была сделана остановка в Сингапуре. Там царевич получил приглашение от короля Сиама Чулалонгкорна (Рама V) посетить его страну. Король Сиама организовал Николаю такую пышную встречу, что в Таиланде до сих пор говорят: «Работа — как цесаревича принять». Через пять лет, летом 1897 года, король Сиама был официальным гостем Николая II. Среди многочисленных подарков от русского царя был золотой портсигар с надписью «От друга». В завершении переговоров Николай II произнёс: «Независимость Сиама никогда не будет ни утеряна, ни нарушена».

### СССР
Дипломатические отношения между СССР и Таиландом были установлены лишь в декабре 1946 года, была достигнута договорённость об обмене посланниками. В Москве и Бангкоке были образованы миссии. Первым советским посланником в Бангкоке был назначен 35-летний дипломат С. С. Немчина.
С 1 июня 1956 года миссия СССР в Бангкоке и миссия Таиланда в Москве были преобразованы в посольства.

## Аккредитация
Посольство представляет интересы Таиланда в России, Армении, Белоруссии, Казахстане, Киргизии, Молдавии, Таджикистане, Украине и Узбекистане.

## Здание посольства
В 1990-х годах посольство занимало здание по адресу Еропкинский переулок, дом 3.

## Послы Таиланда в России

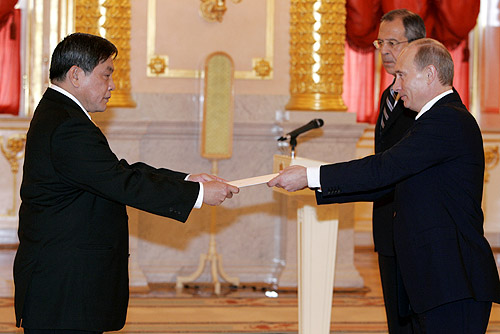
Посол Супот Тиракаосан вручает верительную грамоту президенту России В. Путину. Апрель 2007

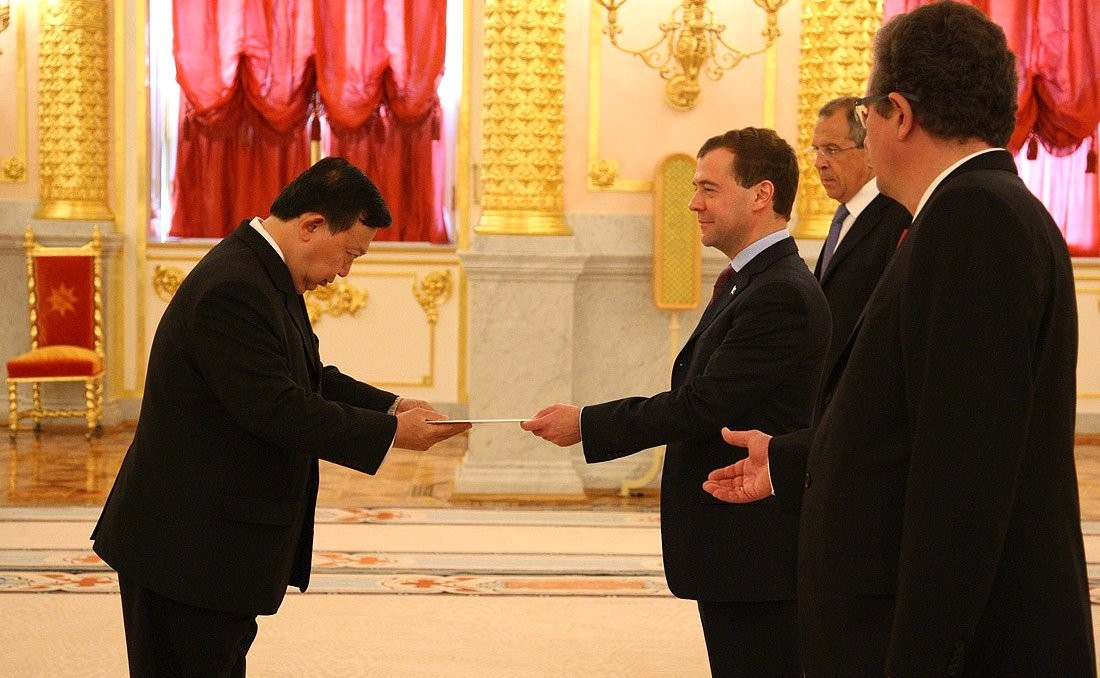
Посол Чалермпол Танчитт вручает верительную грамоту президенту России Д. Медведеву. Июнь 2010.

| - Чид Срестапутра (1956—1959) - Ману Аматаякул (1959—1963) - Прамот Чонгчароен (1963—1974) - Арун Фануфонг (1974—1977) - Сатит Сатиратхая (1977—1980) - Камол Каосаянанда (1980—1984) - Вайкунда Самруатруампол (1984—1985) - Прачит Рочанапрык (1985—1991) - Касит Пиром (1991—1994) - Сучитра Хиранпрук (1997—1999) | - Вичиен Ченсавадичай (1999—2001) - Рангсан Пахонютин (2001—2005) - Сорают Промпот (2005—2007) - Супот Тиракаосан (апрель 2007—2010) - Чалермпол Танчитт (июнь 2010— 2012) - Итти Дитбанчонг (сентябрь 2012— 2016) - Криангсак Киттичайсари (апрель 2016—2017) - Тханатип Упатисинг (2017—2020) - Сасиват Вонгсинсават (2021— н. в.) |

## Скандалы
В 2007 году между королевством Таиланд и руководством города Москвы произошёл конфликт. Причиной обострения отношений стало граффити, размещенное около здания посольства Таиланда в Москве. Сюжет граффити перекликался с описанием трагедии, произошедшей в Таиланде в конце 70-х - начала 80-х. 